# Escape to Athena
Escape to Athena is een Britse actiekomedie-oorlogsfilm uit 1979 onder regie van George P. Cosmatos.

## Verhaal
Tijdens de Tweede Wereldoorlog wordt een aantal Amerikanen gevangengehouden op een Grieks eiland. Om een ophanden zijnde geallieerde invasie te ondersteunen, willen zij met het Griekse verzet het nabijgelegen oliedepot opblazen. Om dit te bereiken, willen ze het gevangenkamp overnemen en later ook het nabijgelegen dorpje. Na een lange strijd lukt het ze om naar de macht te grijpen en het oliedepot op te blazen. Op het eiland is nog wel een klooster dat in Duitse handen is. Daar zouden vele schatten zijn met een waarde van vele miljoenen Zwitserse franken, aldus het Griekse verzet. Daar aangekomen blijkt de waarheid toch anders.

## Rolverdeling
| Acteur            | Personage         |
| ----------------- | ----------------- |
| Roger Moore       | Major Otto Hecht  |
| Telly Savalas     | Zeno              |
| David Niven       | Professor Blake   |
| Stefanie Powers   | Dottie Del Mar    |
| Claudia Cardinale | Eleana            |
| Richard Roundtree | Nat Judson        |
| Sonny Bono        | Bruno Rotelli     |
| Elliott Gould     | Charlie Dane      |
| Anthony Valentine | SS Major Volkmann |
| Siegfried Rauch   | Braun             |
| Michael Sheard    | Sergeant Mann     |
| Richard Wren      | Reistoffer        |
| Philip Locke      | Vogel             |
| Steve Ubels       | Lantz             |

## Weetjes

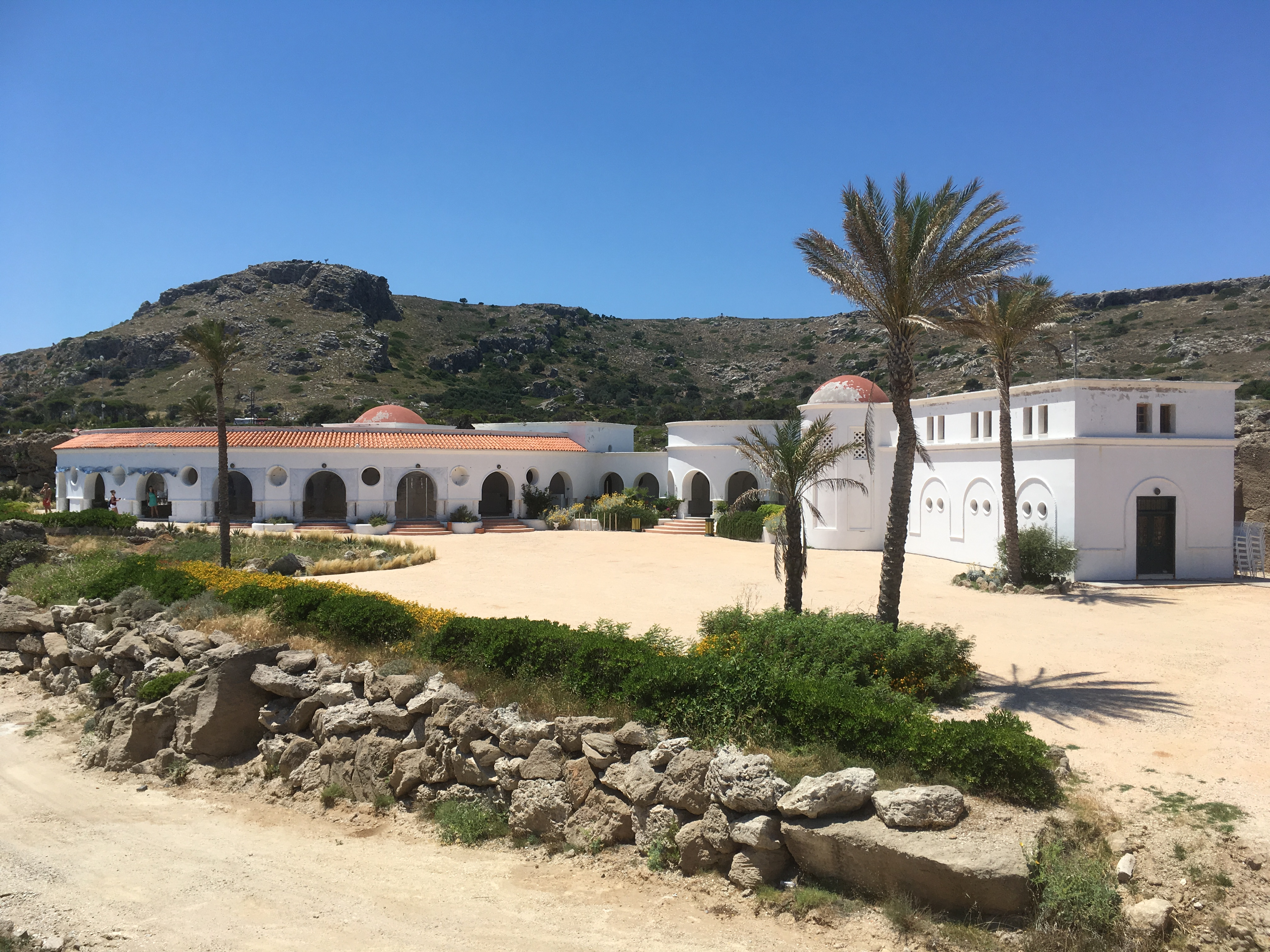
Locatie van de filmopnames

- De film werd opgenomen in Kallithea op Rhodos, Griekenland.
- Acteur William Holden had een cameo-optreden in de film. Hij is de gevangene die een sigaar rookt in het gevangenenkamp.